# Конзандоло (Ферара)
Конзандоло (итал. Consandolo) је насеље у Италији у округу Ферара, региону Емилија-Ромања.
Према процени из 2011. у насељу је живело 1992 становника. Насеље се налази на надморској висини од 3 м.